# Neisseria
Neisseria este un gen de bacterii Gram-negative din încrengătura Pseudomonadota. Dintre cele 11 specii care colonizează omul, doar două sunt specii patogene, respectiv N. meningitidis (produce meningită bacteriană) și N. gonorrhoeae (produce gonoree). Speciile de Neisseria au formă de diplococi, semănând cu boabele de cafea priviți în colorație la microscop.

## Specii
- N. bacilliformis
- N. cinerea
- N. cuniculi
- N. denitrificans
- N. elongata
- N. flavescens
- N. gonorrhoeae
- N. lactamica
- N. macacae
- N. meningitidis
- N. mucosa
- N. pharyngis
- N. polysaccharea
- N. sicca
- N. subflava